# 星野順治
星野 順治（ほしの じゅんじ、1974年6月18日 - ）は、新潟県西蒲原郡吉田町（現・燕市）出身の元プロ野球選手（投手）・コーチ。
2024年からソフトバンクに所属する星野恒太朗は息子。

## 経歴

### プロ入り前
東京都生まれ、新潟県西蒲原郡吉田町粟生津育ち。同郡分水町（現在はいずれも燕市）との境界付近に在住していたため、中学時代は分水町の中学校に通学していた。
新潟商業高から社会人野球のNKKに進む。1997年の都市対抗ではエースとして起用され、2回戦に進むが日産自動車に敗退。同年のドラフト会議で福岡ダイエーホークスから4位指名を受け入団。

### プロ入り後
1998年社会人即戦力として期待されたが、一軍の壁が厚くシーズンの大半を二軍暮らしとなる。二軍生活中にサイドスローに転向する。1999年にはプロ同期の永井智浩と共に先発ローテーションに定着。横手からのシンカーを武器に10勝を挙げ、チームのリーグ優勝に貢献。中日との日本シリーズでも第4戦に先発し、6回1/3を無失点に抑え勝利投手、チーム日本一に力を添える。
2000年は怪我で出遅れ一軍登板は6月からとなるが、8月に2試合連続完封（共に近鉄戦）を達成するが、右手指の負傷で3勝に終わる。同年の巨人との日本シリーズはリリーフとして2試合に登板、第3戦では松井秀喜に駄目押しとなる2点本塁打を喫する。
2001年はチームトップタイの13勝を挙げ、同年7月には月間MVPも受賞、2002年にもシーズン途中不振でリリーフに配置転換されたりもしたがチーム2位の9勝を挙げた。特に近鉄、日本ハムとの対戦を得意とした。
2003年は肘を痛めて手術し0勝に終わった。
2004年、和田毅が体調を崩したのをきっかけに先発要員として復帰し、7勝を記録。
2005年にも8勝を挙げた。
2006年は1試合の登板に終わる。
2007年は再起を誓い順調なオフを過ごしていたもののキャンプで両足を捻挫し、復活はならなかった。
2008年11月4日に戦力外通告を受けた。

### 現役引退後
2008年11月7日に現役引退と二軍コンディショニングコーチ補佐就任が球団から発表された。その後記者会見で星野は「選手のために命懸けで教えられる指導者になりたい」と話した。
2010年まで二軍コンディショニングコーチ補佐を務めた。
2011年からは二軍・三軍編成育成部育成担当。
2017年からは育成担当ディレクター。
2020年からは編成育成本部育成部長を務めた。
2023年からはコーディネーター（投手）を務める。

## 選手としての特徴
先発、中継ぎをこなせる右腕として定評があった。

## 詳細情報

### 年度別投手成績
| 年 度      | 球 団                 | 登 板 | 先 発 | 完 投 | 完 封 | 無 四 球 | 勝 利 | 敗 戦 | セ 丨 ブ | ホ 丨 ル ド | 勝 率 | 打 者 | 投 球 回 | 被 安 打 | 被 本 塁 打 | 与 四 球 | 敬 遠 | 与 死 球 | 奪 三 振 | 暴 投 | ボ 丨 ク | 失 点 | 自 責 点 | 防 御 率 | W H I P |
| ---------- | --------------------- | ----- | ----- | ----- | ----- | -------- | ----- | ----- | -------- | ----------- | ----- | ----- | -------- | -------- | ----------- | -------- | ----- | -------- | -------- | ----- | -------- | ----- | -------- | -------- | ------- |
| 1998       | ダイエー ソフトバンク | 2     | 0     | 0     | 0     | 0        | 0     | 0     | 0        | --          | ----  | 4     | 1.0      | 0        | 0           | 1        | 0     | 0        | 0        | 0     | 0        | 0     | 0        | 0.00     | 1.00    |
| 1999       | ダイエー ソフトバンク | 22    | 21    | 4     | 0     | 0        | 10    | 8     | 0        | --          | .556  | 512   | 120.0    | 113      | 10          | 50       | 2     | 6        | 50       | 1     | 1        | 55    | 53       | 3.98     | 1.36    |
| 2000       | ダイエー ソフトバンク | 18    | 8     | 3     | 2     | 0        | 3     | 6     | 0        | --          | .333  | 245   | 58.2     | 55       | 8           | 14       | 0     | 0        | 32       | 0     | 0        | 31    | 27       | 4.14     | 1.18    |
| 2001       | ダイエー ソフトバンク | 30    | 28    | 3     | 1     | 0        | 13    | 9     | 0        | --          | .591  | 762   | 175.2    | 197      | 24          | 50       | 4     | 7        | 82       | 0     | 0        | 93    | 85       | 4.35     | 1.41    |
| 2002       | ダイエー ソフトバンク | 33    | 21    | 2     | 1     | 1        | 9     | 10    | 0        | --          | .474  | 582   | 138.2    | 133      | 19          | 35       | 6     | 12       | 68       | 1     | 1        | 66    | 58       | 3.76     | 1.21    |
| 2003       | ダイエー ソフトバンク | 2     | 1     | 1     | 0     | 1        | 0     | 1     | 0        | --          | .000  | 45    | 10.1     | 14       | 2           | 0        | 0     | 0        | 7        | 0     | 0        | 9     | 8        | 6.97     | 1.35    |
| 2004       | ダイエー ソフトバンク | 21    | 18    | 0     | 0     | 0        | 7     | 8     | 0        | --          | .467  | 500   | 120.1    | 112      | 20          | 31       | 2     | 10       | 66       | 1     | 0        | 65    | 62       | 4.64     | 1.19    |
| 2005       | ダイエー ソフトバンク | 19    | 18    | 2     | 2     | 0        | 8     | 5     | 0        | 0           | .615  | 402   | 96.1     | 101      | 11          | 16       | 0     | 4        | 64       | 0     | 0        | 46    | 46       | 4.30     | 1.21    |
| 2006       | ダイエー ソフトバンク | 1     | 0     | 0     | 0     | 0        | 0     | 0     | 0        | 0           | ----  | 5     | 1.0      | 1        | 0           | 0        | 0     | 1        | 0        | 0     | 0        | 0     | 0        | 0.00     | 1.00    |
| 2007       | ダイエー ソフトバンク | 5     | 0     | 0     | 0     | 0        | 0     | 0     | 0        | 1           | ----  | 17    | 3.2      | 5        | 0           | 2        | 0     | 0        | 1        | 0     | 0        | 1     | 1        | 2.45     | 1.91    |
| 2008       | ダイエー ソフトバンク | 3     | 2     | 0     | 0     | 0        | 0     | 1     | 0        | 0           | .000  | 35    | 7.0      | 9        | 0           | 6        | 0     | 1        | 3        | 0     | 0        | 7     | 7        | 9.00     | 2.14    |
| 通算：11年 | 通算：11年            | 156   | 117   | 15    | 6     | 2        | 50    | 48    | 0        | 1           | .510  | 3109  | 732.2    | 740      | 94          | 205      | 14    | 41       | 373      | 3     | 2        | 373   | 347      | 4.26     | 1.29    |

- 各年度の太字はリーグ最多
- ダイエー（福岡ダイエーホークス）は、2005年にソフトバンク（福岡ソフトバンクホークス）に球団名を変更

### 表彰
- 月間MVP：1回（2001年7月）

### 記録
初記録
- 初登板：1998年8月11日、対近鉄バファローズ20回戦（福岡ドーム）、9回表に5番手で救援登板・完了、1回無失点
- 初先発登板・初勝利・初先発勝利・初完投勝利：1999年5月2日、対西武ライオンズ5回戦（福岡ドーム）、9回1失点
- 初奪三振：同上、2回表にグレッグ・ブロッサーから
- 初完封勝利：2000年8月2日、対大阪近鉄バファローズ18回戦（福岡ドーム）
- 初ホールド：2007年5月18日、対北海道日本ハムファイターズ9回戦（福岡Yahoo! JAPANドーム）、7回表2死に2番手で救援登板、1/3回無失点

### 背番号
- 33（1998年 - 2008年）
- 93（2009年 - 2010年）
- 020（2023年 - ）